# Johann-Schöner-Gymnasium
Das Johann-Schöner-Gymnasium (kurz JSG) ist ein Gymnasium im bayerischen Karlstadt, der Kreisstadt des unterfränkischen Landkreises Main-Spessart. Es wurde benannt nach Johann Schöner (Mathematiker, Geograph, Kartograf, Astronom, Astrologe sowie Drucker und Herausgeber wissenschaftlicher Werke; 1477–1547).

## Allgemeines
Das Johann-Schöner-Gymnasium wurde 1970 erbaut. Es ist ein staatliches Gymnasium mit naturwissenschaftlich-technologischem und sprachlichem Schwerpunkt. Das JSG ist eine offene Ganztagsschule.
Die Eingangsfremdsprache ab der fünften Jahrgangsstufe ist Englisch. Ab der sechsten Jahrgangsstufe kann Latein oder Französisch als zweite Fremdsprache gewählt werden.
Im Jahr 2000 wurde das Schöner-Gymnasium in das nationale Exzellenz-Netzwerk MINT-EC aufgenommen. Im Schuljahr 2023/24 wurden 848 Schüler von 71 hauptamtlichen Lehrkräften unterrichtet. Als Förder- und Ehemaligenverein treten die Freunde des Johann-Schöner-Gymnasiums e. V. auf.

### Auszeichnungen
Das Gymnasium ist seit 1999 Mitglied im Netzwerk innovativer Schulen in Deutschland der Bertelsmann-Stiftung. 2003 erhielt die Schule den Bildungspreis des Bundesverband der Deutschen Industrie und den Innovationspreis der Stiftung Bildungspakt Bayern. 2007 wurde sie durch das Schulnetzwerk Schule ohne Rassismus – Schule mit Courage ausgezeichnet. Des Weiteren trägt das JSG seit 2009 den Titel Modus-Schule des Staatsinstitut für Schulqualität und Bildungsforschung. 2011 war es Preisträger beim Deutschen Schulpreis. 2013 hat das Lernatelier (= Schulbibliothek des Gymnasiums) eine besondere Ehrung erfahren, als es beim bundesweiten Wettbewerb Bibliothek des Jahres neben dem Sieger als herausragende Schulbibliothek genannt wurde, was einem zweiten Platz bei der begehrten Auszeichnung gleichkommt. Beim Wettbewerb Deutschlands fahrradfreundlichste Schule der Initiative AKTIONfahrRAD wurde das Gymnasium 2021 mit dem Sonderpreis Sport geehrt. 2023 wurde die Schule vom Bayerischen Kultusministerium als eine von vier Landessiegern des P-Seminar-Preises für das Projekt-Seminar zur Verhüllung des Kirchturms der Pfarrkirche Zur Heiligen Familie ausgezeichnet.

## Prominente ehemalige Schüler
- Thomas Goletz (* 1966), Grafiker und Erfinder der Diddl-Maus
- Christian Händle (* 1965), Ruderer
- Stefan Schmid (* 1970), Zehnkämpfer
- Alexander Hoffman (* 1975), Politiker, Vorsitzender der CSU im Deutschen Bundestag
- Anna Stolz (* 1982), Politikerin, bayerische Kultusministerin (seit 2023)
- Fabienne Engels (* 1989), Leichtathletin
- Niklas Weißenberger (* 1993), Fußballspieler
- Marius Duhnke (* 1993), Fußballspieler